# Dana Wheeler-Nicholson
Dana Wheeler-Nicholson (* 9. Oktober 1960 in New York City) ist eine US-amerikanische Schauspielerin.

## Leben
Wheeler-Nicholson hatte ihr Spielfilmdebüt 1984 in einer kleinen Nebenrolle im Drama Die Libelle an der Seite von Diane Keaton und Klaus Kinski. Neben Keaton war sie im selben Jahr auch in Flucht zu dritt zu sehen, hier schon in einer etwas größeren Rolle. Bereits in ihrem nächsten Film spielte sie eine weibliche Hauptrolle, sie agierte an der Seite von Chevy Chase in der Komödie Fletch – Der Troublemaker. Dies sollte ihre bekannteste Filmrolle bleiben; zwar erhielt sie weiterhin gelegentliche Filmrollen, wie 1993 im Western Tombstone, musste sich aber wieder mit kleineren Nebenrollen zufriedengeben.
1987 wurde sie für eine der Serienhauptrollen des Polizeirevier Hill Street-Spin-offs Beverly Hills Buntz besetzt. Von den dreizehn abgedrehten Folgen wurden lediglich neun ausgestrahlt, danach wurde die Sitcom mangels Erfolges abgesetzt. In der Folge absolvierte sie Gastauftritte in erfolgreichen Serien wie Seinfeld, Akte X – Die unheimlichen Fälle des FBI und Sex and the City. Anfang der 2000er Jahre wirkte sie in vierzehn Folgen der Seifenoper All My Children mit, zwischen 2007 und 2011 war sie als Angela Collette in 24 Episoden der Serie Friday Night Lights zu sehen.
Wheeler-Nicholson ist mit dem Regisseur Alex Smith verheiratet und lebt in Austin. Dort lehrt sie Schauspiel und tritt auch als Sängerin in Erscheinung.

## Filmografie (Auswahl)

### Film
- 1984: Die Libelle (The Little Drummer Girl)
- 1984: Flucht zu dritt (Mrs. Soffel)
- 1985: Fletch – Der Troublemaker (Fletch)
- 1993: Tombstone
- 2001: Schlimmer geht’s immer! (What’s the Worst That Could Happen?)
- 2006: Fast Food Nation
- 2021: Blue Miracle

### Fernsehen
- 1995: Seinfeld
- 1996: Akte X – Die unheimlichen Fälle des FBI (The X-Files)
- 1998: Sex and the City
- 2000: New York Cops – NYPD Blue (NYPD Blue)
- 2002: Without a Trace – Spurlos verschwunden (Without a Trace )
- 2005: Keine Gnade für Dad (Grounded for Life)
- 2005: Boston Legal
- 2007–2011: Friday Night Lights
- 2019: Chicago Med
- 2020: Grey’s Anatomy